# 哥伦比亚联合自卫军
哥伦比亚联合自卫军（西班牙語：Autodefensas Unidas de Colombia，简称AUC）是哥伦比亚的极右翼准军事和贩毒集团，在1997年至2006年期间是哥伦比亚内战中的积极交战方。从1997年的马皮里潘大屠杀开始，联合自卫军开始对极左翼反叛组织（如哥革武和民族解放军）的报复行动以及对平民的多次袭击负责。
联合自卫军的民兵组织历史可以追溯到1980年代。当时毒枭建立了这一民兵组织，称其目的为打击叛军的绑架和共产主义游击队的勒索。1997年4月，联合自卫军在ACCU农民自卫组织的指导下，由旨在通过与各地的左翼叛乱分子作战来保护当地的经济，社会和政治利益的各地右翼民兵组织合并而成。
卡洛斯·卡斯塔尼奥为联合自卫军的首领，直至2004年被谋杀身亡。通常认为联合自卫军与哥伦比亚军方有着紧密關係。人权观察称联合自卫军也被称作“第六师”，因政府军拥有五个师。
联合自卫军大约有两万名成员，通过毒品交易，以及来自当地地主、牧场主，采矿业、石油业公司以及政客的支持获得了巨额资金。
哥伦比亚军方被指控将谋杀农民和工会领袖的暗杀任务委托给AUC准军事人员，其中目标还包括涉嫌支持叛乱运动的人。AUC则公开并明确地指出了极左派的“政治和工会行动者”为他们的合法目标。AUC被包括美国，加拿大和欧洲联盟在内的许多国家和组织指定为恐怖组织。
到2006年初，AUC的大部分部队人员被解除武装，其前任最高领导人被引渡到美国。然而在2008年诸如“黑鹰”之类的当地继任者仍然存在，并使用其联合自卫军的名称进行死亡威胁。